# مارك ستيوارت (لاعب كرة قدم أمريكية)
مارك ستيوارت (بالإنجليزية: Mark Stewart)‏ هو لاعب كرة قدم أمريكية أمريكي، ولد في 13 أكتوبر 1959 في بالو ألتو في الولايات المتحدة.

## وصلات خارجية
- مارك ستيوارت على موقع مرجع كرة القدم المحترفة.كوم (الإنجليزية)